# Шадурские
Шадурские (пол. Szadurski) — несколько древних дворянских родов польского происхождения.
Записаны в VI и I часть родословных книг губерний Подольской, Волынской, Витебской, Гродненской, Минской и Киевской. Есть ещё дворянские роды Шадурских, более позднего происхождения.

## В кинематографе
- Фамилия выдуманных князей Шадурских фигурирует в российским телесериале «Петербургские тайны».